# Jaber al-Ahmad al-Jaber al-Sabah
Jaber III al-Ahmad al-Jaber as-Sabah (arabisk: جابر الأحمد الجابر الصباح) (29. juni 1926–15. januar 2006) af as-Sabah dynastiet var emir af Kuwait fra 31. december 1977 til sin død. Han var gift mindst fire gange og har et stort antal børn.
Jaber blev født i Kuwait City. Sheikh Jaber (af as-Sabah dynastiet, som har hersket over Kuwait siden det 18. århundrede) var tredje søn af Sheikh Ahmad al-Jaber as-Sabah, som var Kuwaits emir fra 1921 til 1950.
Sheikh Jaber modtog sin tidlige uddannelse på al-Mubarakiya Skole og blev derefter undervist privat i religion, engelsk, arabisk og naturvidenskab. I 1949 arbejdede Sheikh Jaber som leder af Public Service for Ahmadi regionen. I 1962 blev han valgt som Kuwaits første finans- og økonomiminister. Sheikh Jaber blev udnævnt som Kuwaits premierminister i 1965 og til kronprins i 1966. Han fulgte sin fætter Sabah III as-Salim as-Sabah i december 1977 og havde været premierminister af Kuwait i et årti før. Som emir ledede han landet, som engang blev beskrevet som "for rigt til sit eget bedste". 
Efter den islamiske revolution i Iran i 1979 og demonstrationer blandt Kuwaits shiiter, indskrænkede Jaber pressefriheden i Kuwait.
I 1981 opløste han Kuwaits nationalforsamling og brugte den magt, som han havde via Kuwaits grundlov. I maj 1985 overlevede han et mordforsøg, da en islamisk militant kørte en bilbombe til sprængning midt i en kongelig procession. I 1991, efter Golfkrigen, genindsatte Sheikh Jaber nationalforsamlingen.
3. august 1990 efter strid om grænsen mellem Kuwait og Irak invaderede og besatte Irak Kuwait med den hensigt at annektere det. Jaber og hans familie flygtede til Bahrain og senere til Saudi Arabien. 5 milliarder amerikanske dollars af Jabers egen kapital blev brugt på en militær kampagne for at befri Kuwait. I marts 1991 vendte Jaber tilbage til et frit Kuwait. I september samme år indgik Jaber en aftale med USA, som tillod en stor militær tilstedeværelse i Kuwait.
I 1999 foreslog han en ændring af Kuwaits valglov, som tillod kvinder at stemme og beklæde et embede; lovforslaget blev afvist af nationalforsamlingen og blev først fremsat for parlamentsmedlemmerne igen 2005, hvor Kuwaits parlament gav landets kvinder politiske rettigheder.
Sheikh Jaber al-Ahmed as-Sabah døde 15. januar 2006, 79 år gammel. Han blev fulgt af den 76-årige kronprins, Saad al-Abdullah as-Salim as-Sabah. Der blev holdt 40 dages landesorg.